# Koppången
Koppången is een natuurreservaat in de Zweedse provincie Dalarnas län. Het bevindt zich binnen de grenzen van de gemeente Orsa en beslaat 4391 hectare.

## Flora en fauna
Het gebied bestaat hoofdzakelijk uit open dennenbos en hoogveen. Sommige delen van het veengebied zijn zeer voedselarm en daarom weinig soortenrijk. In andere delen zijn de omstandigheden wat gunstiger en deze hebben een rijke plantengroei, met soorten als blauwe knoop (Succisa pratensis), breed wollegras (Eriophorum latifolium), moerasbieslelie (Tofieldia pusilla), Karels scepter (Pedicularis sceptrum-carolinum), Salix myrtilloides en lavendelhei (Andromeda polifolia).
Opmerkelijk aan de bossen in Koppången is dat door het natte milieu bosbranden zeer zeldzaam zijn. Dit heeft als gevolg dat het als refugium dient voor soorten die niet tegen bosbranden bestand zijn.
Het vogelleven profiteert ook van het mozaïek van bos en veen. Opmerkelijke broedvogels zijn kemphaan, moerassneeuwhoen, bosgors, haakbek regenwulp en verschillende soorten uilen

## Nationaal park
Eind 2008 werd bekend dat het natuurreservaat Koppången op zou gaan in een groter nationaal park met dezelfde naam. Het park behoorde niet tot de nieuwe nationale parken die met prioriteit zullen worden opgericht, daardoor zou het nationale park pas werkelijkheid worden na 2013. Lokaal was er enig verzet tegen de komst van het park. Het gemeentebestuur van Orsa beschouwde een nationaal park niet als de meest gewenste manier om natuur te beschermen.

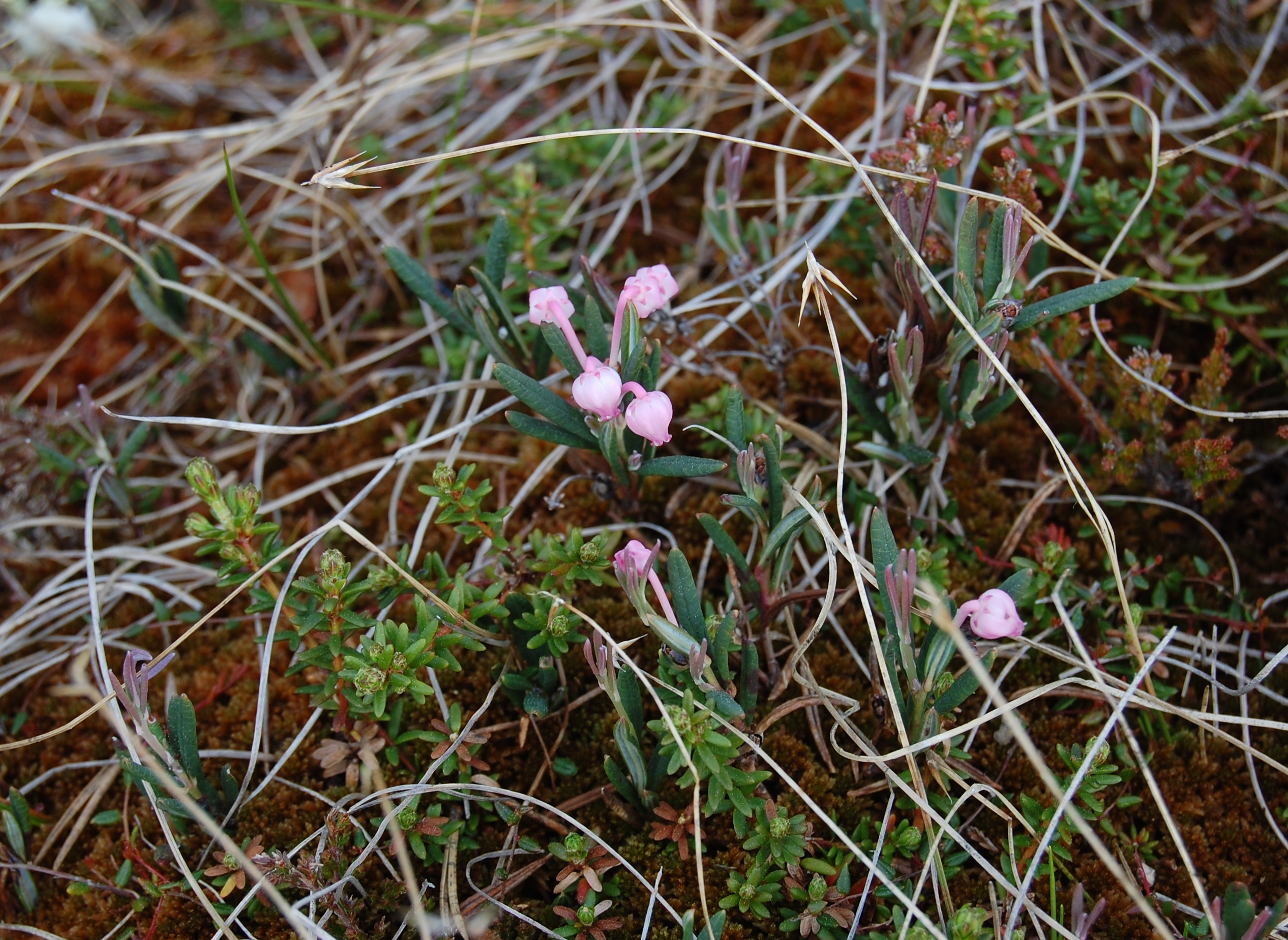
Veenvegetatie in Koppången